# فرانكلين دوران
فرانكلين دوران (بالإسبانية: Franklin Duran) هو شخصية أعمال فنزويلي، ولد في 12 سبتمبر 1967.